# Isla Ximena
Die Isla Ximena (spanisch) ist eine kleine Insel vor der Danco-Küste des Grahamlands auf der Antarktischen Halbinsel. Sie ist die größte der Moos-Inseln in der Hughes Bay und liegt 3 km östlich von Midas Island zwischen dieser Insel und dem Cierva Point. Die Insel ist im antarktischen Sommer unvereist und üppig von hauptsächlich Moosen und Flechten bewachsen, die ihr eine rötlich bis kaffeebraune Färbung verleihen.
Der Name der Insel ist erstmals auf einer chilenischen Karte aus dem Jahr 1957 verzeichnet. Der weitere Benennungshintergrund ist nicht überliefert.